# Dynamic Tower
De Dynamic Tower (ook wel de Dynamic Architecture Building of Da Vinci Tower genoemd) is een voorgestelde 420 meter hoge, 80 verdiepingen hoge, bewegende wolkenkrabber, ontworpen door architect David Fisher. Net als de Suite Vollard die in 2001 in Brazilië werd voltooid, is elke verdieping ontworpen om onafhankelijk van elkaar te draaien, wat resulteert in een veranderende vorm van de toren. Iedere verdieping is ontworpen om maximaal 6 meter per minuut te roteren, of één volledige rotatie in 180 minuten.

## Bouwproces
De toren werd voorgesteld als 's werelds eerste geprefabriceerde wolkenkrabber met 40 fabrieksmatig gebouwde modules voor elke verdieping. Fisher zei dat 90% van de toren in een fabriek kan worden gebouwd en naar de bouwplaats kan worden verscheept. Hierdoor zou het hele gebouw sneller gebouwd kunnen worden. De kern van de toren moet op de bouwplaats worden gebouwd. Fisher zei dat de geprefabriceerde delen de kosten van het project en het aantal arbeiders zouden verminderen, en dat de bouw 30% minder tijd in beslag zou nemen dan een normale wolkenkrabber van dezelfde grootte. De meerderheid van de arbeiders zou in fabrieken werken onder veiligere omstandigheden. Keuken- en badkamerarmaturen zouden vooraf worden geïnstalleerd. De kern zou elke verdieping voorzien van een speciale, gepatenteerde aansluiting voor schoon water, gebaseerd op technologie die wordt gebruikt om vliegtuigen tijdens de vlucht bij te tanken.

## Schone energie
Het is de bedoeling dat de hele toren wordt aangedreven door windturbines en zonnepanelen. Er zou genoeg overtollige elektriciteit moeten worden geproduceerd om vijf andere gebouwen van vergelijkbare grootte in de omgeving van stroom te voorzien. De turbines zouden tussen elk van de roterende verdiepingen worden geplaatst. Volgens Fisher zouden ze elk jaar tot 1.200.000 kilowattuur energie kunnen opwekken. De zonnepanelen zouden het dak en de bovenkant van elke verdieping bedekken.

## Voortgang
In 2008 zei Fisher dat hij verwachtte dat de wolkenkrabber in 2010 voltooid zou zijn, en in 2009 zei hij dat de bouw klaar zou zijn eind 2011. Hij zei niet waar de toren zou worden gebouwd, omdat hij het een verrassing wilde houden. Fisher erkent dat hij niet zo bekend is, nog nooit eerder een wolkenkrabber heeft gebouwd en al tientallen jaren niet meer regelmatig met architectuur bezig is geweest. Vandaag de dag is de bouw nog niet begonnen en er is nog geen officiële aankondiging van de bouwplaats geweest.